# Yoshie Kasajima
Yoshie Kasajima (født 12. maj 1975) er en tidligere japansk fodboldspiller. Hun har tidligere spillet for Japans kvindefodboldlandshold.

## Japans fodboldlandshold
| Japans landshold | Japans landshold | Japans landshold |
| År               | Kmp              | Mål              |
| ---------------- | ---------------- | ---------------- |
| 1999             | 5                | 1                |
| 2000             | 5                | 0                |
| 2001             | 9                | 2                |
| 2002             | 5                | 1                |
| Total            | 24               | 4                |